# Ảnh tự sướng của khỉ

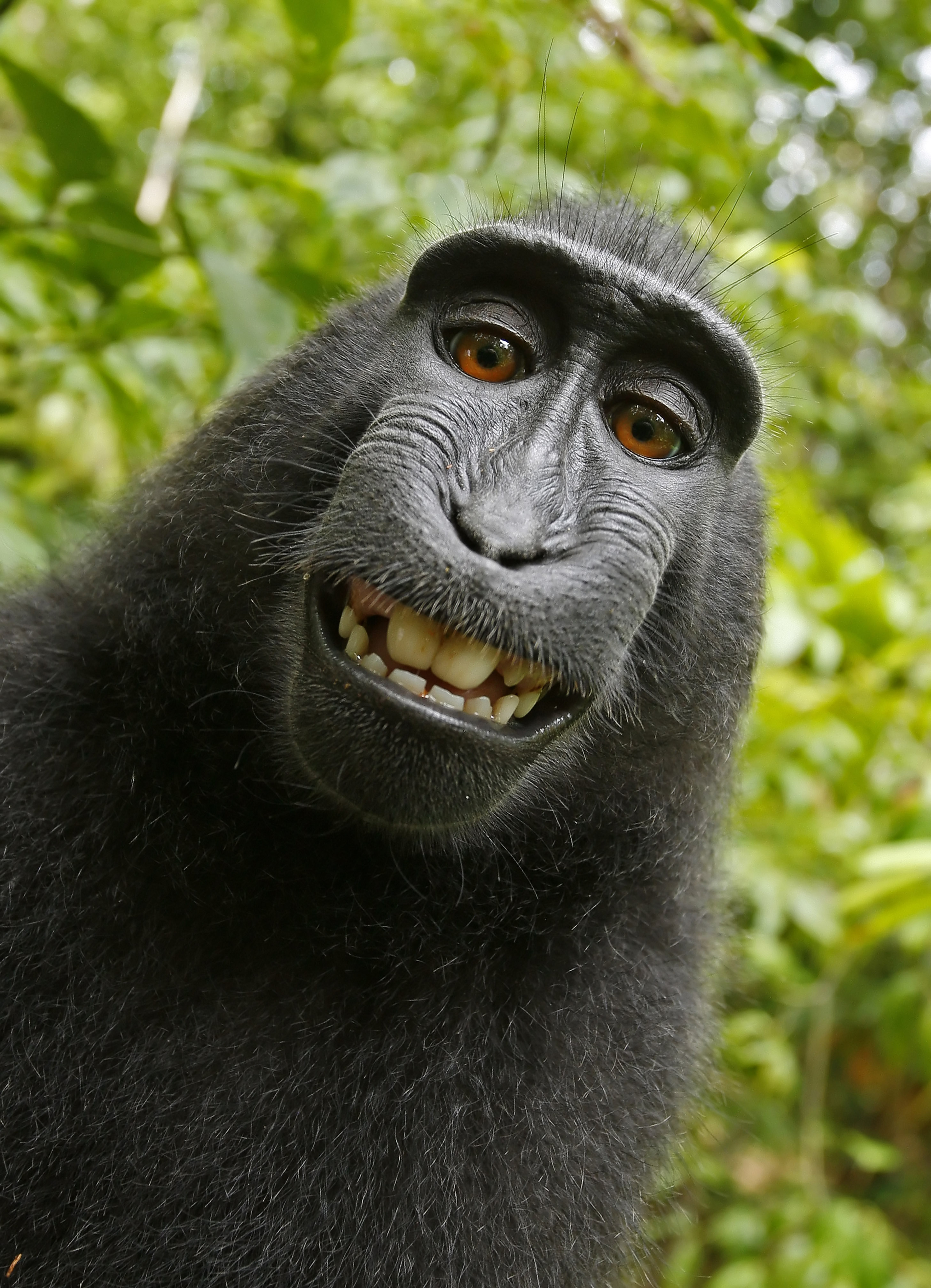
Một trong những bức ảnh "tự sướng" gây tranh cãi được một con khỉ ở miền nhiệt đới tự chụp

Các bức ảnh tự sướng của khỉ là một chuỗi các bức ảnh tự chụp do các con khỉ đảo Celebes thực hiện sử dụng các thiết bị của nhà nhiếp ảnh tự nhiên David Slater.
Dịch vụ lưu trữ ảnh Wikimedia Commons trở thành tâm điểm của một vụ tranh cãi vào giữa năm 2014 về việc liệu bản quyền có thể được áp dụng với các tác phẩm nghệ thuật được thực hiện bởi các động vật không phải con người. Khẳng định về bản quyền trên hình ảnh của Slater đã bị nhiều học giả và các tổ chức tranh cãi, dựa trên sự hiểu biết rằng bản quyền thuộc về những người sáng tạo ra nó, và đó là một người sáng tạo không phải con người (nghĩa là không phải là pháp nhân), thì không thể giữ bản quyền. Trong tháng 12 năm 2014, Văn phòng Bản quyền Hoa Kỳ nói rằng tác phẩm được tạo ra không phải bởi con người thì không phải chịu bản quyền Hoa Kỳ.
Trong một tranh chấp riêng, PETA đã cố gắng sử dụng các bức ảnh tự sướng này để thiết lập một tiền lệ pháp lý cho phép động vật có thể được tuyên bố chủ sở hữu bản quyền. Slater đã xuất bản một cuốn sách có chứa các bức ảnh thông qua công ty xuất bản bản quyền Blurb, Inc Vào tháng 9 năm 2015, PETA đã đệ đơn kiện Slater và Blurb, yêu cầu rằng con khỉ phải được có bản quyền trên ảnh và PETA được chỉ định để quản lý tiền thu được từ các bức ảnh để hạn chế nguy cơ tuyệt chủng của loài này. Năm 2016, tòa phán quyết rằng con khỉ không thể sở hữu bản quyền đối với hình ảnh. PETA kháng cáo, vào tháng 9 năm 2017, tất cả các bên đã đồng ý thỏa thuận rằng Slater sẽ tặng một phần doanh thu trong tương lai của bức ảnh cho các tổ chức động vật hoang dã. Tuy nhiên, tòa phúc thẩm đã từ chối bác đơn kháng cáo và từ chối hủy bỏ phán quyết của tòa cấp dưới. Vào tháng 4 năm 2018, tòa phúc thẩm đã khẳng định rằng động vật không thể nắm giữ bản quyền một cách hợp pháp và bày tỏ lo ngại rằng động cơ của PETA là thúc đẩy lợi ích của chính họ hơn là bảo vệ quyền hợp pháp của động vật.

## Bối cảnh

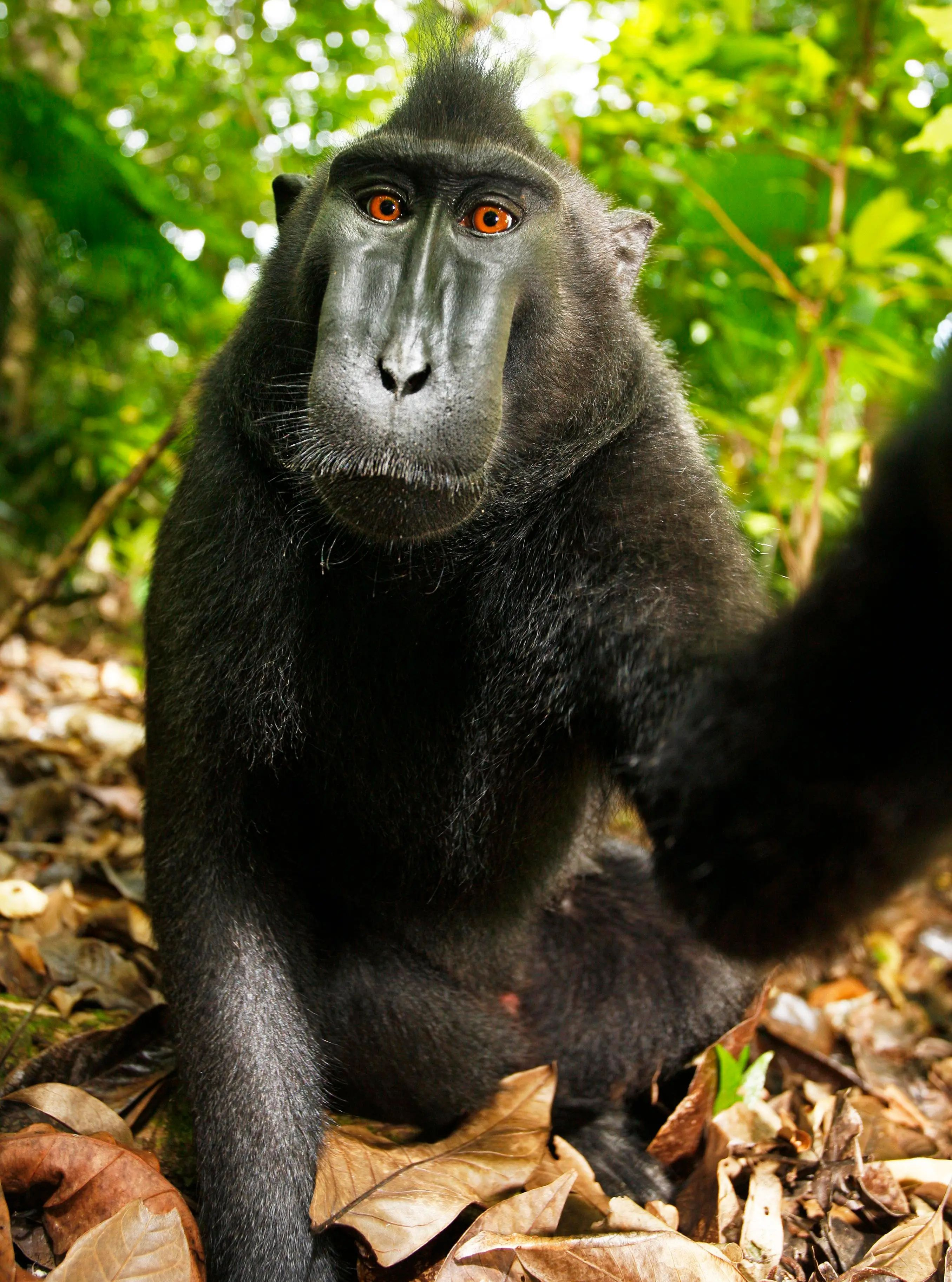
Hình ảnh gây tranh cãi khác, một "ảnh tự sướng" toàn thân

Từ năm 2008, nhiếp ảnh gia thiên nhiên người Anh David Slater đã tới Indonesia để chụp những bức ảnh về loài khỉ mào Celebes đang bị đe dọa nghiêm trọng. Vào năm 2011, ông đã cấp phép một số hình ảnh cho Thông tấn xã Caters, bên đã phát hành chúng, cùng với một thông cáo báo chí quảng cáo bằng văn bản có trích dẫn từ Slater, để đăng trên các phương tiện truyền thông của Anh. Ngày 4 tháng 7 năm 2011, một số ấn phẩm, bao gồm The Telegraph và The Guardian, đã chọn câu chuyện và xuất bản những bức ảnh cùng với các bài báo trích lời Slater mô tả những bức ảnh là những bức chân dung tự sướng của những con khỉ: "Con khỉ đánh cắp máy ảnh để tự chụp" (The Telegraph), "máy ảnh trên giá ba chân" được những con khỉ kích hoạt (The Guardian), và một chiếc máy ảnh do một con khỉ khởi động "Bị mê hoặc bởi hình ảnh phản chiếu của nó trong ống kính". Các bài báo cũng có những câu trích dẫn của Slater, chẳng hạn như "Nó hẳn đã chụp hàng trăm bức ảnh vào thời điểm tôi lấy lại máy ảnh." Ngày hôm sau, Amateur Photographer báo cáo Slater đã giải thích thêm cho họ về cách các bức ảnh được tạo ra, nói tránh đi cách các bài báo đã mô tả chúng; Slater cho biết các báo cáo rằng một con khỉ chạy đi với máy ảnh của ông ấy và "bắt đầu tự chụp chân dung" là không chính xác và bức chân dung được chụp khi máy ảnh của ông vẫn đang gắn trên giá ba chân, những con linh trưởng chơi xung quanh với dây cáp điều khiển từ xa khi ông ấy chống đỡ những con khỉ khác.

## Vấn đề bản quyền
Vào ngày 9 tháng 7 năm 2011, một biên tập viên trên Wikimedia Commons, một trang web chỉ chấp nhận phương tiện có sẵn theo giấy phép nội dung tự do hoặc trong phạm vi công cộng, đã tải lên các bức ảnh tự sướng từ The Daily Mail. Người tải lên khẳng định rằng các bức ảnh thuộc phạm vi công cộng là "tác phẩm của một loài động vật không phải con người", đồng thời nói thêm rằng "nó không có tác giả là con người để mà trao bản quyền". Slater đã phát hiện ra điều này vài ngày sau đó và yêu cầu Wikimedia Foundation xóa ảnh. Ban đầu, một quản trị viên tại Commons đã xóa các ảnh nhưng sau đó chúng đã được khôi phục sau một cuộc thảo luận cộng đồng về bản chất bản quyền của chúng. Slater tiếp tục thách thức quỹ xóa ảnh. Tổ chức đã xem xét tình hình, nhưng đưa ra quyết định rằng các hình ảnh thuộc phạm vi công cộng và từ chối yêu cầu của Slater; trong báo cáo minh bạch vào tháng 8 năm 2014, tổ chức này đã tuyên bố "bản quyền không được trao cho các tác giả không phải là con người" và "khi bản quyền của một tác phẩm không thể được trao cho con người, nó sẽ thuộc về phạm vi công cộng".
Xung đột của Slater với Wikimedia Foundation đã được blog Techdirt đưa tin vào ngày 12 tháng 7 năm 2011. Techdirt đã đăng bức ảnh với giấy phép phạm vi công cộng, lập luận rằng bức ảnh thuộc phạm vi công cộng vì con khỉ không phải là một pháp nhân có khả năng giữ bản quyền, và Slater không thể giữ bản quyền bức ảnh vì ông không tham gia vào việc tạo ra nó. Slater đã phản bác lại cả Wikimedia Foundation và Techdirt rằng anh ấy đã có những đóng góp sáng tạo đáng kể cho những bức ảnh tự sướng của khỉ. Slater nói với BBC, "Tôi được chấp nhận là một phần của đàn khỉ, chúng chạm vào tôi và chải lông cho tôi... vì vậy tôi nghĩ chúng có thể tự chụp ảnh. Tôi đặt máy ảnh lên giá ba chân, cố định khung hình và có độ phơi sáng phù hợp... và tất cả những gì bạn phải làm là đưa cho con khỉ cái nút để nhấn và nhìn kìa, bạn đã có bức ảnh."

## Ý kiến chuyên gia
Ý kiến chuyên gia về việc liệu Slater có sở hữu bản quyền các bức ảnh hay không vẫn chưa thống nhất. Vào ngày 21 tháng 8 năm 2014, Văn phòng Bản quyền Hoa Kỳ đã công bố một ý kiến, sau đó được đưa vào ấn bản thứ ba của Bản tóm tắt các hoạt động của Văn phòng Bản quyền Hoa Kỳ, phát hành vào ngày 22 tháng 12 năm 2014, để làm rõ rằng "chỉ những tác phẩm do con người tạo ra mới có thể được đăng ký bản quyền theo Hợp chủng quốc Hoa Kỳ. Luật của các bang, loại trừ các bức ảnh và tác phẩm nghệ thuật do động vật hoặc máy móc tạo ra mà không có sự can thiệp của con người" và rằng "Bởi vì luật bản quyền chỉ giới hạn ở 'các quan niệm trí tuệ ban đầu của tác giả', văn phòng bản quyền sẽ từ chối đăng ký khiếu nại nếu xác định rằng con người không tạo ra tác phẩm . Văn phòng sẽ không đăng ký các tác phẩm do thiên nhiên, động vật hoặc thực vật tạo ra." Bản tóm tắt đặc biệt nhấn mạnh "bức ảnh do một con khỉ chụp" như một ví dụ về điều không thể có bản quyền.
Vào ngày 22 tháng 8 năm 2014, một ngày sau khi Văn phòng Bản quyền Hoa Kỳ công bố ý kiến của họ, người phát ngôn của Văn phòng Sở hữu Trí tuệ Vương quốc Anh được trích dẫn nói rằng, trong khi động vật không thể sở hữu bản quyền theo luật của Vương quốc Anh, "câu hỏi liệu nhiếp ảnh gia có sở hữu bản quyền hay không?" phức tạp hơn. Nó phụ thuộc vào việc nhiếp ảnh gia có đóng góp sáng tạo cho tác phẩm hay không và đây là quyết định phải do tòa án đưa ra."

## Tác động lên Slater
Slater nói với BBC News rằng ông đã bị tổn thất tài chính do những bức ảnh có sẵn trên Wikimedia Commons. Ông nói bức ảnh đã mang lại cho 2.000 bảng Anh trong năm đầu tiên sau khi nó được chụp, nhưng sở thích mua nó đã biến mất sau khi nó được sử dụng trên Wikipedia. Ông ước tính đã mất 10.000 bảng Anh thu nhập và nói rằng điều đó đang "giết chết công việc kinh doanh của anh". Slater được The Daily Telegraph trích dẫn rằng, "Điều họ không nhận ra là cần tòa án quyết định [bản quyền]." Tháng 1 năm 2016, Slater tuyên bố ý định kiện Wikipedia vì vi phạm bản quyền các tác phẩm của ông.
Vào tháng 5 năm 2018, Condé Nast Entertainment đã mua lại quyền từ Slater để làm một bộ phim tài liệu liên quan đến tranh chấp chụp ảnh tự sướng của khỉ. Dự án được giám sát bởi Dawn Ostroff và Jeremy Steckler.